# B.O.X
B.O.X (afkorting van Baroque Orchestration X) is een Belgisch muzikantencollectief, opgericht in 2010 door luit- en teorbe-speler Pieter Theuns. Het collectief gaat vanuit klankkleuren en speelwijzen uit de barok samenwerking aan met niet-klassieke muzikanten, voornamelijk uit de indierock-scène, zowel uit België als daarbuiten. De muzikanten bespelen voornamelijk barokinstrumenten, zoals klavecimbel, triple harp, viola da gamba, Cornetto en baroktrombone.
Sinds hun eerste optreden in 2010 op een evenement van TEDx in Antwerpen, nodigt B.O.X regelmatig hedendaagse muzikanten uit om samen te werken, zoals Liesa Van der Aa, Pitou, Dez Mona, Raymond van het Groenewoud, Stef Kamil Carlens, Efterklang, Pétur Ben en Mugison. In deze samenwerkingen ligt de nadruk op de creatie van nieuw werk, eerder dan herwerking van bestaande muziek en de barokklanken van B.O.X op een vernieuwende manier te gebruiken. Naast Muzikale projecten werkte B.O.X ook samen met theatermaker Johan Petit van MartHa!tentatief aan de voorstelling Lulletje (2018).
B.O.X is Creative Associate in deSingel in Antwerpen. Hier organiseerde B.O.X in 2018, 2019 en 2020 het miXmass-festival, waarbij ze muzikanten uitnodigden op op te treden of om samen te spelen zoals Spinvis en Richard Reed Perry.

## Geselecteerde projecten
- 2011: SÁGA, met Dez Mona (opera)
- 2013: You US We All, met Shara Worden (concert)
- 2015: The Loom of Mind, met Mugison en Pétur Ben
- 2018: Lulletje, met MartHa!tentatief (theatervoorstelling)
- 2018, 2019, 2020: miXmass (festival)
- 2019: Altid Sammen, met Efterklang (album)